# Терция (единица времени)
Те́рция — устаревшая внесистемная единица измерения времени. По определению, терция равна 1/60 секунды. Терция не является единицей Международной системы единиц (СИ) и ныне почти не используется. Для выражения интервалов времени, меньших секунды, используются десятичные дольные единицы секунды: миллисекунда (10−3 с), микросекунда (10−6 с), наносекунда (10−9 с) и т. д. вплоть до квектосекунды (10−30 с).

## Происхождение термина
Слово «терция» — латинского происхождения (лат. tertia divisio — третье деление). Первыми «двумя» являются соответственно минута и секунда.